# Instytut Matematyczny Uniwersytetu Wrocławskiego

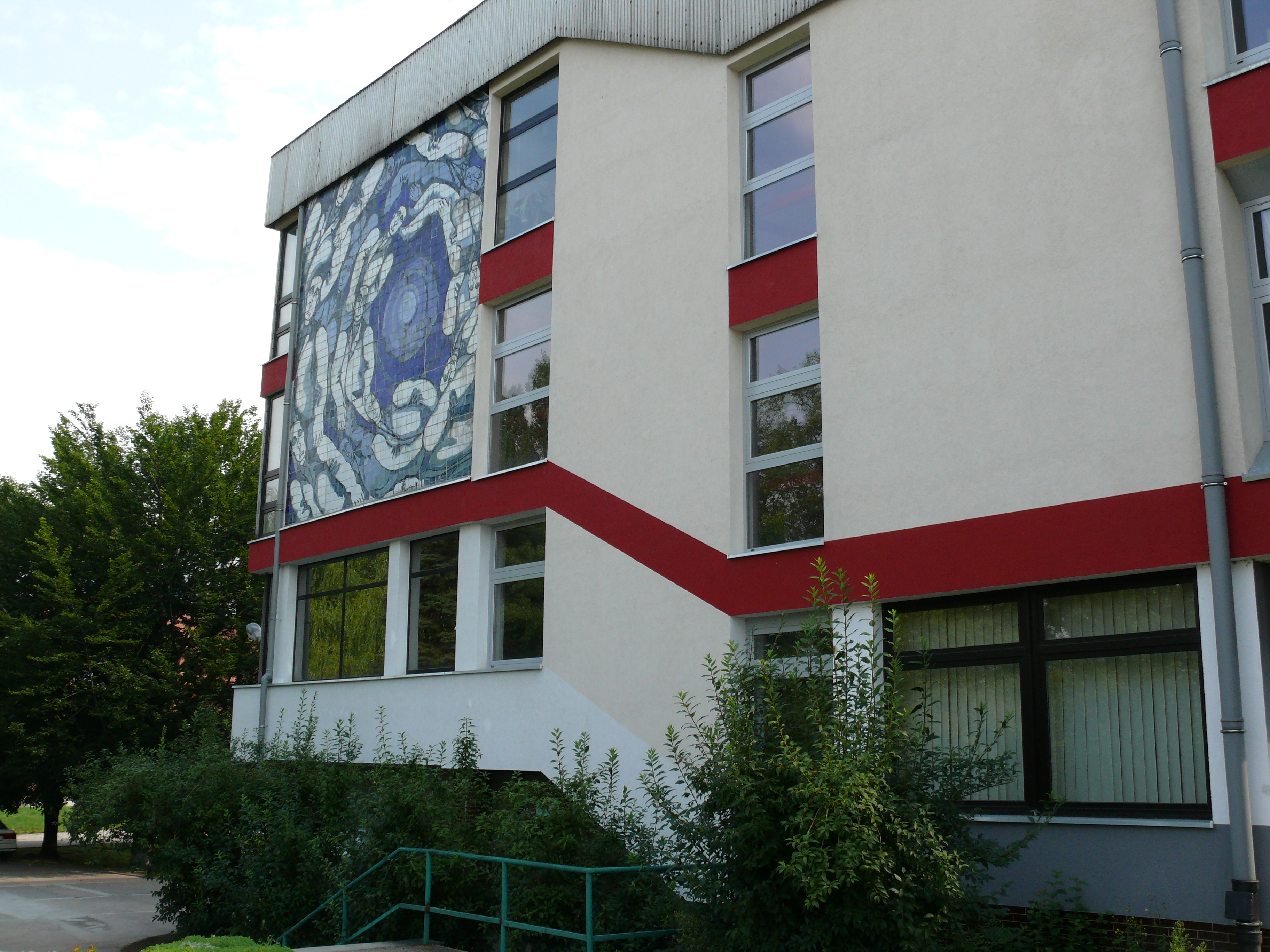
Instytut Matematyczny UWr, ściana boczna, od strony Odry, z mozaiką Anny Szpakowskiej-Kujawskiej

Instytut Matematyczny Uniwersytetu Wrocławskiego (IM UWr) – jednostka dydaktyczno-naukowa należąca do struktur Wydziału Matematyki i Informatyki Uniwersytetu Wrocławskiego. Dzieli się na 10 zakładów, 2 pracownie naukowe oraz laboratorium komputerowe. Posiada uprawnienia do nadawania stopni naukowych doktora i doktora habilitowanego oraz wnioskowania o nadanie tytułu naukowego profesora. Prowadzi działalność dydaktyczną i badawczą związaną z podstawami matematyki, teorią modeli, algebrą, teorią liczb, geometrią i topologią różniczkową, geometryczną teorią grup, równaniami różniczkowymi, analizą harmoniczną, teorią miary, analizą funkcjonalną, rachunkiem prawdopodobieństwa, procesami stochastycznymi, zastosowaniami probabilistycznymi, statystyką matematyczną, historią matematyki, dydaktyką matematyki, teorią miary, rachunkiem prawdopodobieństwa, statystyką matematyczną, topologią oraz zastosowaniem probabilistyki. Instytut oferuje studia na kierunku matematyka oraz studia podyplomowe.
Aktualnie w Instytucie kształci się 662 studentów, wyłącznie w trybie dziennym. Instytut aktywnie bierze udział w popularyzacji matematyki wśród dzieci i młodzieży, a także osób starszych w regionie i w kraju. Siedzibą instytutu jest budynek wzniesiony od postaw w latach 1967–1972 przy placu Grunwaldzkim 2-4 we Wrocławiu, którego projektantami było małżeństwo Barskich.
Instytut powstał jako jedna z pierwszych jednostek Uniwersytetu Wrocławskiego w 1945 roku, którego twórcami byli naukowcy przybyli w znacznej części z Uniwersytetu Jana Kazimierza we Lwowie. Związanych z nim było wielu wybitnych badaczy, m.in. Hugo Steinhaus. Pracownicy naukowi instytutu zajmowali też często najważniejsze stanowiska w hierarchii uniwersyteckiej – rektorów: Edward Marczewski (1953–1957), Kazimierz Urbanik (1975–1981), Józef Łukaszewicz (1981–1982), Roman Duda (1995–1999) i prorektorów, wielokrotnie obejmowali też funkcję dziekanów na swoich wydziałach. Instytut początkowo afiliowany był przy Wydziale Matematyki, Fizyki i Chemii, od 1995 roku przy Wydziale Matematyki i Fizyki, a od reorganizacji struktur uniwersyteckich w 1996 roku przy Wydziale Matematyki i Informatyki.

## Władze
Dyrektor: prof. dr hab. Grzegorz Karch
Zastępca Dyrektora ds. dydaktycznych: dr Tomasz Elsner
Zastępca Dyrektora ds. administracyjno-finansowych: dr Grzegorz Wyłupek
Zastępca Dyrektora ds. naukowych: prof. dr hab. Krzysztof Dębicki

## Poczet dyrektorów
- 1945–1967: prof. dr hab. Edward Marczewski
- 1967–1996: prof. dr hab. Kazimierz Urbanik

## Kierunki kształcenia
Instytut kształci studentów na kierunku matematyka na studiach pierwszego stopnia (licencjackich, 3-letnich), po których ukończeniu studenci mogą kontynuować naukę na studiach drugiego stopnia (magisterskich uzupełniających, 2-letnich) w zakresie następujących specjalności:
- matematyka stosowana
- analiza danych
- matematyka aktuarialno - finansowa
- matematyka w ekonomii i ubezpieczeniach
- matematyka teoretyczna
- matematyka nauczycielska

Ponadto Instytut Matematyczny oferuje następujące studia podyplomowe:
- Studia Podyplomowe Matematyka z Informatyką
- Studia Podyplomowe Edukacja Matematyczna z Technologią Informacyjną

Istnieje możliwość podjęcia studiów trzeciego stopnia (doktorankich) w Doktoranckim Studium Matematyki.

## Struktura organizacyjna

### ZakładAlgebryiTeorii Liczb
Pracownicy:
- Kierownik: prof. dr hab. Ludomir Newelski
- prof. dr hab. Krzysztof Krupiński
- prof. dr hab. Piotr Kowalski
- dr hab. Tadeusz Pezda
- dr hab. Aleksandra Wencel
- dr Jakub Gismatullin

### ZakładAnalizy Funkcjonalnej
Pracownicy:
- Kierownik: prof. dr hab. Ewa Damek
- prof. dr hab. Dariusz Buraczewski
- prof. dr hab. Jacek Dziubański
- prof. dr hab. Paweł Głowacki
- prof. dr hab. Waldemar Hebisch
- dr hab. Maciej Paluszyński
- dr hab. Ziemowit Rzeszotnik
- dr hab. Roman Urban
- dr hab. Jacek Zienkiewicz
- dr hab. Mariusz Mirek
- dr hab. Marcin Preisner
- dr Konrad Kolesko

### ZakładAnalizy Matematycznej
Pracownicy:
- Kierownik: prof. dr hab. Ryszard Szwarc
- prof. dr hab. Marek Bożejko (na emeryturze od 2016 r.)
- dr hab. Janusz Wysoczański
- dr hab. Wojciech Młotkowski
- dr Wiktor Ejsmont
- dr Anna Wysoczańska-Kula
- dr Biswarup Das
- dr Krzysztof Tabisz

### ZakładGeometrii
Pracownicy:
- Kierownik: prof. dr hab. Jacek Świątkowski
- prof. dr hab. Lech Januszkiewicz
- dr hab. Bogusław Hajduk, prof. UWr
- dr hab. Yuriy Kryakin
- dr hab. Jan Dymara, prof. UWr
- dr Katarzyna Dymara
- dr Tomasz Elsner
- dr hab. Światosław Gal
- dr Damian Osajda
- dr Jarosław Wróblewski

### ZakładRównań Różniczkowych
Pracownicy:
- Kierownik: prof. dr hab. Piotr Biler
- prof. dr hab. Grzegorz Karch
- dr hab. Andrzej Raczyński
- dr hab. Robert Stańczy
- dr Szymon Cygan

### ZakładTeorii Prawdopodobieństwa
Pracownicy:
- Kierownik: prof. dr hab. Ryszard Szekli
- prof. dr hab. Tomasz Rolski
- prof. dr hab. Krzysztof Dębicki
- dr hab. Paweł Lorek
- dr Marek Arendarczyk
- dr Barbara Jasiulis-Gołdyn
- dr Przemysław Klusik
- dr Bogdan Mincer

### ZakładTeorii mnogości i topologii
Pracownicy:
- Kierownik: prof. dr hab. Grzegorz Plebanek
- dr hab. Piotr Borodulin-Nadzieja
- dr Paweł Kawa
- dr Jan Kraszewski
- dr Krzysztof Omiljanowski

### Zakład Statystyki
Pracownicy:
- Kierownik: prof. dr hab. Małgorzata Bogdan
- prof. dr hab. Władysław Szczotka
- dr hab. Krzysztof Topolski
- dr Małgorzata Romanowska-Majsnerowska
- dr Grzegorz Wyłupek

### Pracownia Dydaktyki i Popularyzacji Matematyki
Pracownicy:
- Kierownik: mgr Małgorzata Mikołajczyk
- mgr inż. Michał Śliwiński

### Pracownia Ekspertyz Statystycznych (PREST)
Pracownicy:
- Kierownik: dr Grzegorz Wyłupek

### Pracownicy naukowi zatrudnieni poza zakładami naukowymi
- prof. dr hab. Zbigniew Jurek
- prof. dr hab. Kazimierz Musiał

## Byli wykładowcy
- prof. Jarosław Bartoszewicz
- prof. Jacek Cichoń
- prof. Janusz Jerzy Charatonik
- prof. Roman Duda
- dr Bolesław Gleichgewicht
- prof. dr hab. Paweł Głowacki
- prof. Stanisław Hartman
- prof. Andrzej Hulanicki
- prof. Bronisław Knaster
- prof. Edward Marczewski
- prof. Hugo Steinhaus
- prof. Krzysztof Stempak
- prof. Władysław Ślebodziński
- prof. Kazimierz Urbanik
- prof. Bogdan Węglorz

## Doktoraty honoris causa UWr przyznane z inicjatywy pracowników instytutu
- 27 października 1948: Wacław Sierpiński
- 10 października 1959: Kazimierz Kuratowski
- 29 października 1964: Mstisław Wsiewołodowicz Kiełdysz
- 22 listopada 1965: Hugo Steinhaus
- 14 listopada 1970: Władysław Ślebodziński
- 8 maja 1973: Edward Marczewski